# Conrad Marca-Relli

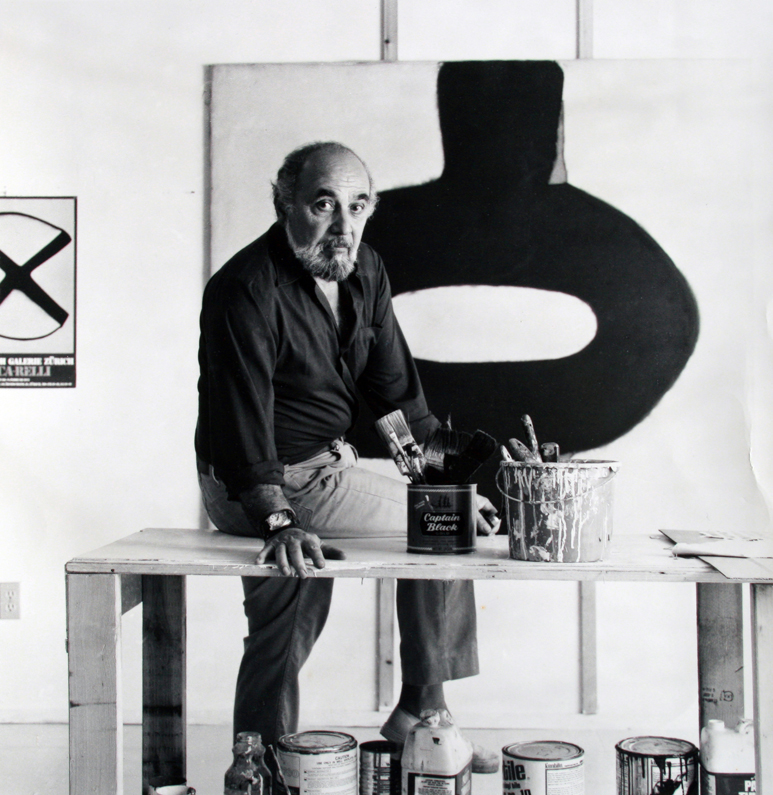
Conrad Marca-Relli (1982)

Conrad Marca-Relli (* 5. Juni 1913 in Boston, Massachusetts (USA) als Corrado Marcarelli; † 29. August 2000 in Parma, Italien) war ein US-amerikanischer Maler italienischer Abstammung. Er gehörte zu den bedeutenden und frühen Vertretern des Abstrakten Expressionismus der New York School.

## Biografie
Conrad Marca-Relli zog mit seiner Familie im Jahr 1927 nach New York und besuchte anfangs eine private Malschule. Ab 1930 studierte er Kunst am „Cooper Union Institute“ in New York. Von 1935 bis 1938 arbeitete er für das WPA (Works Progress Administration – Federal Art Project) und kam mit den Künstlern Willem de Kooning, Franz Kline und John Graham in Kontakt.
Nach seinem Militärdienst im Zweiten Weltkrieg war er Mitglied der „Downtown Group“ in New York und der avantgardistischen Szene der Greenwich-Village-Künstler. Er war 1949 Gründungsmitglied des „Artists’ Club“ in New York. Im Jahr 1948 hatte er seine erste Einzelausstellung in New York.
Conrad Marca-Relli machte die Collage, seine bevorzugte Bildsprache, zur hohen Kunst. Er entwickelte seine Bilder von frühen Patchwork-Arbeiten über komplexe Malereien zu monumentalen, abstrakt-expressionistischen Collagen, die auch andere Materialien, wie Plastik und Metalle enthielten.
In den 1950er Jahren bekam seine Kunst internationale Aufmerksamkeit: Im Jahr 1956 war Marca-Relli Teilnehmer der XXVIII. Biennale von Venedig im Amerikanischen Pavillon (Thema: „American artists paint the city“) und im Jahr 1959 wurden seine Werke auf der documenta 2 in Kassel mit ausgestellt.
Marca-Relli war Dozent an der Yale University von 1954 bis 1955 und von 1959 bis 1960 an der University of California at Berkeley. Im Jahr 1967 veranstaltete das Whitney Museum of American Art eine große Retrospektive seiner Kunst.
Seit 1953 lebt er in seinem Haus in Nachbarschaft zu Jackson Pollock in Springs, einem Ortsteil von East Hampton (New York). Mit zunehmendem künstlerischen Erfolg begann er sich von der New York School zu distanzieren. In seinen letzten Lebensjahren zog er mit seiner Frau Anita Gibson nach Parma in Italien, wo er bis zu seinem Tod im Jahr 2000 lebte und arbeitete.
1976 wurde er in die American Academy of Arts and Letters gewählt.